# Факи, Мусса
Мусса Факи Мохамед (араб. موسى فقي محمد‎; род. 21 июня 1960, Бильтин, Вади-Фера ) — чадский политик и дипломат, избранный председателем Комиссии Африканского союза с 14 марта 2017 года. Член партии Патриотическое Движение Спасения (ПДС).
Переизбран председателем Комиссии Африканского Союза до 2024 года и находится на этой должности с 14 марта 2017 года.

## Биография
Мусса Факи родился в городе Бильтин в регионе Вади-Фера на востоке Чада. Высшее образование он получил в Республике Конго в Браззавильском университете, где изучал право. Он отправился в изгнание, когда Хиссен Хабре пришел к власти 7 июня 1982 года и присоединился к Демократическому революционному совету во главе с Ашейхом ибн Умаром. Тем не менее он вернулся только к 1991 году, после того как Деби пришел к власти.
С 1996 по 1999 год он был генеральным директором двух министерств, а затем занимал пост генерального директора Национальной сахарной компании (SONASUT).
С марта 1999 года по июль 2002 года, он занимал пост директора кабинета президента Деби, а в мае 2001 года был директором предвыборной кампании Деби.  Факи был назначен министром общественных работ и транспорта в правительстве премьер-министра Харуна Кабади  с 12 июня 2002 года. 
В 2003 году он был назначен премьер-министром, сменив на этом посту Кабади. Факи ушел в отставку в начале февраля 2005 года на фоне забастовки государственных служащих. 
19 января 2007 года Факи был назначен членом Экономического, социального и культурного совета, а затем был избран президентом Совета в середине февраля 2007 года. В правительстве премьер-министра Юсуфа Салеха Аббаса, которое было объявлено 23 апреля 2008 года, он был назначен министром иностранных дел. 
30 января 2017 года он был избран преемником Нкосазаны Дламини-Зумы из ЮАР на посту председателя Комиссии Африканского союза, победив своего соперника Амину Мохамеда из Кении. Факи вступил в должность председателя Комиссии АС 14 марта 2017 года.